# Сетка рифлёная
Рифленая сетка — (crimped wire mesh — англ.) металлическое изделие (метиз), представляющее собой тканую или сборную сетку изготовленную из предварительно рифленых проволок. Рифление проволок в сетке обеспечивает стабильность размера и формы ячейки сетки, эстетичный внешний вид и повышает ее прочность и устойчивость к высоким ударным нагрузкам.

## Применение
Сетка из рифленой проволоки применяется в строительстве, в горнодобывающей, горно-перерабатывающей и химической промышленности, в металлургии и сельском хозяйстве: для оснащения грохотов, виброгрохотов и других установок для просеивания и разделения по крупности руд черных и цветных металлов, каменных углей, горючих сланцев, кокса, агломерата, окатышей, нерудных строительных и других кусковых и сыпучих материалов, а также для армирования, очистки и фильтрации растворов, ограждения и многого другого. Рифленая сетка изготовленная из нержавеющей стали используется в агрессивных средах, а также при изготовлении пищевого и торгового оборудования, декоративных ограждений и дизайнерских архитектурных форм, защитных экранов, антивандальных покрытий, клеток экзотических животных и птиц, фильтров и так далее.

## Технология производства
Рифленые сетки производятся на ткацких станках ручного, полуавтоматического и автоматического типа. Как правило, проволоки основы (проволоки располагаемые вдоль полотна сетки) проходит предварительное рифление до заправки в ткацкий станок – на специальных машинах рифления, где проволока проходит между формирующими шестернями и получает необходимый шаг и форму рифления. На ткацких станках ручного и полуавтоматического типа предварительно рифленая проволока утка (проволока располагаемая поперек полотна сетки) подается на станок вручную. На таких станках собирается рифленая из крупной проволоки – от 3 до 10 мм и с крупной ячейкой – от 50 до 200 мм. На ткацких станках автоматического типа проволока утка проходит рифление непосредственно на отдельном узле ткацкого станка и продевается через проволоки утка автоматически.

## Технические характеристики
В России рифленая сетка производится по ГОСТ 3306-88 из высокоуглеродистой (Ст 45, 50, 55), нержавеющей (12Х18Н10Т, 12Х18Н9Т, 20Х13 и 30Х13) и низкоуглеродистой стали, а также по ТУ 1276-002-38279335-2013 из нержавеющей стали (12Х18Н10Т, 12Х18Н9, 08Х18Н10, AISI 304, AISI 321, AISI 201 и т.п.).
ГОСТ 3306-88 устанавливает возможные размеры ячеек, размер и материал используемой проволоки, а также определяет возможный тип конструкции сетки определенного размера:
- сетка сложно-рифленая СР - проволоки основы и утка имеют дополнительные изгибы рифления по сторонам ячейки - следующих размеров (номинальный размер стороны ячейки в свету * диаметр проволоки) мм:

32*5 32*6 35*5 35*6 37*5 37*6 40*5 40*5,6 40*6 45*5,6 45*6 50*6 55*6 60*6 - из высокоуглеродистой и нержавеющей стали; 50*8 55*10 60*8 60*10 65*8 65*10 75*10 80*10 100*10 - из высокоуглеродистой стали; 55*10 60*10 65*10 70*10 75*10 80*10 100*10 - из высокоуглеродистой и низкоуглеродистой стали;
- сетка рифленая Р - проволоки утка и основы имеют изгиб рифления в местах переплетения - размеров: 4*1,6 5*2 6*2,2 8*3 10*3 1*3,6 12*3 13*3 13*4 14*3,6 14*4,0 15*3,6 16*4 16*5 18*3,6 18*5 20*5 22*5 25*5,0 25*6,0 - из высокоуглеродистой и нержавеющей стали;

- сетка частично-рифленая ЧР - проволоки утка имеют изгиб рифления в местах переплетения, а проволоки основы не рифленые, не имеют изгиб при изготовлении. Возможные типоразмеры (номинальный размер стороны ячейки в свету * диаметр проволоки основы/утка) мм: 1,6*0,9/1,0 2*1,2/1,3 2,6*1,2/1,2 3*1,2/1,2 3*1,4/1,4 4*1,6/1,6 - из высокоуглеродистой и нержавеющей стали.

Согласно ГОСТ 3306-88 сетка частично-рифленая выпускается в рулонах, сложно-рифленая - в картах шириной 1000, 1250, 1500, 1750 и 2000 мм.
Длина карты 1000-5000 мм и более, длина рулоны не менее 1000 мм. Стандартные размеры карты 1750*4500 мм (7,875 кв.м).
ТУ 1276-002-38279335-2013 устанавливает технические условия на сетки рифленые с квадратными и прямоугольными ячейками из проволоки широкого ряда нержавеющих марок сталей. Сетки из рифленой проволоки подразделяются по конструкции на пять типов
- Тип I – с простым рифлением, при котором проволоки основы и утка имеют изгиб рифления только в местах пересечения;
- Тип II – с замковым рифлением, при котором проволоки основы и утка имеют замковое рифление в местах пересечения;
- Тип III – со сложным рифлением, проволоки основы и утка имеют дополнительные изгибы рифления, при этом проволоки смежного направления располагаются в каждом третьем изгибе проволок перпендикулярного направления;
- Тип IV – с частичным замковым рифлением, замковое рифление имеют только проволоки одного направления, проволоки перпендикулярного направления не рифленые;
- Тип V – со сложным рифлением, проволоки основы и утка имеют дополнительные изгибы рифления, при этом проволоки смежного направления располагаются в каждом пятом изгибе проволок перпендикулярного направления.

ТУ 1276-002-38279335-2013 предусматривает согласование между изготовителем и потребителем необходимых размеров ячеек (в пределах 1,6-30 мм в свету) и диаметра проволоки (в пределах 0,6-2,5 мм), например: 5*1  5*1,6  5*2  6*2 10*1 10*2  20*1,6  20*2  20*2,5.
Сетка выпускается в рулонах шириной 1000-1500 мм. Длина сетки в рулоне - не менее 1000 мм.
Требование к качеству, упаковке, транспортировке - согласно ГОСТ 3306-88.